# Cerkiew św. Jerzego w Jurowlanach
Cerkiew pod wezwaniem św. Jerzego – prawosławna cerkiew parafialna w Jurowlanach. Należy do dekanatu Sokółka diecezji białostocko-gdańskiej Polskiego Autokefalicznego Kościoła Prawosławnego.

## Opis

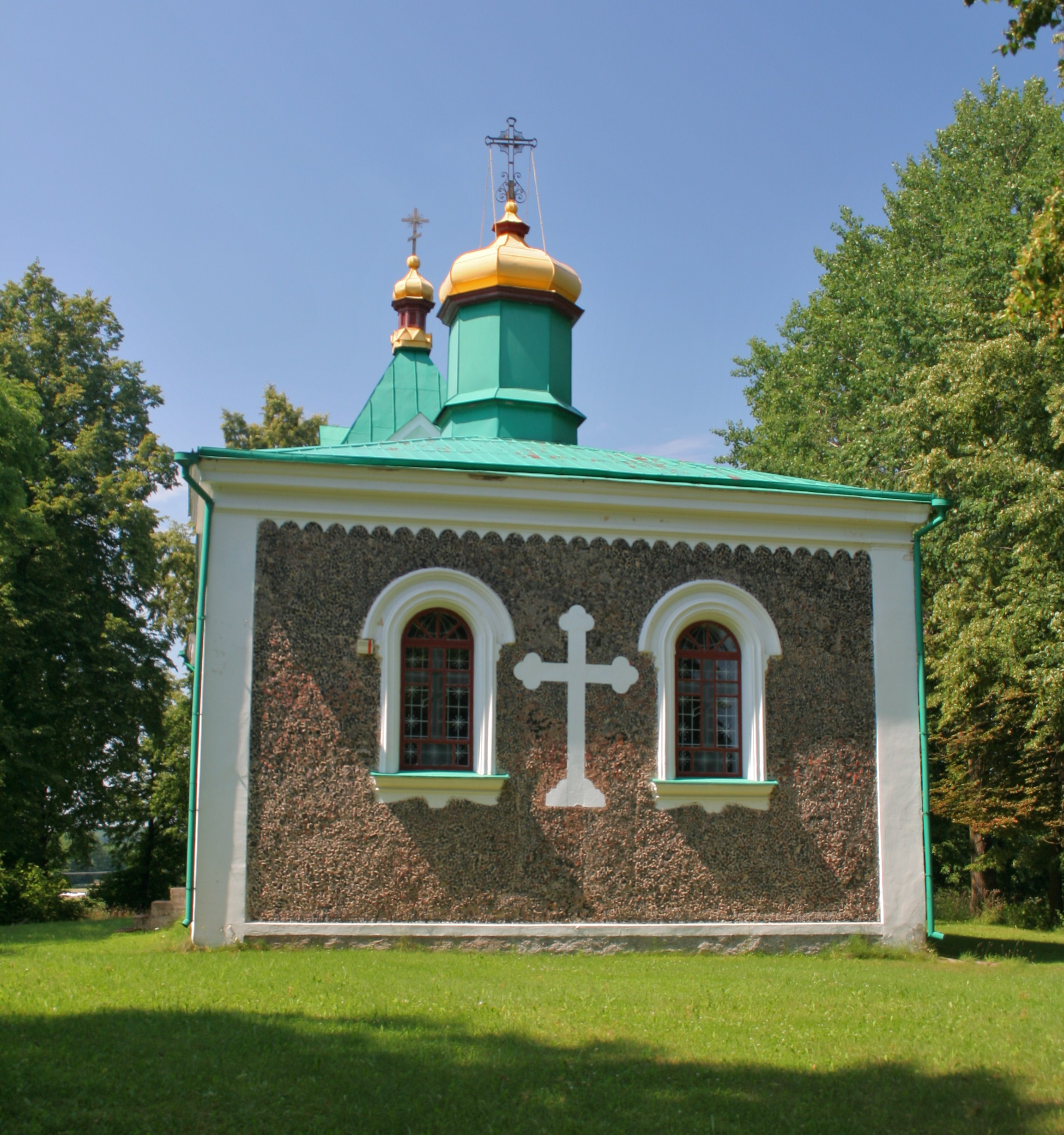

Wzniesiona w latach 1869–1870 (z funduszy pozostawionych przez Michaiła Murawjowa), na miejscu dawnej parafialnej świątyni prawosławnej, następnie unickiej i po soborze połockim 1839 r. ponownie prawosławnej. 
Budowla murowana, z kamienia i cegły.
Cerkiew została wpisana do rejestru zabytków 7 lutego 2001 pod nr A-20.